# Michael Büskens
Michael (Mike) Büskens (Düsseldorf, 19 maart 1968) is een Duits voetbaltrainer en voormalig voetballer die doorgaans speelde als middenvelder of linksback.

## Spelerscarrière
Als speler was Büskens actief voor alleen maar Duitse clubs. Hij begon zijn carrière bij Fortuna Düsseldorf in zijn geboorteplaats, maar na de degradatie van de club in 1992, verkaste hij naar FC Schalke 04. Aldaar speelde hij acht jaar lang en hij won de UEFA Cup in 1997. Na een half jaartje bij MSV Duisburg keerde hij terug naar Schalke en in de drie jaar dat hij er nog speelde, won hij de DFB-Pokal in 2001 en 2002.

## Trainerscarrière
Na zijn loopbaan als speler werd Büskens coach bij de beloften van zijn voormalige club Schalke 04. Op 13 april 2008 werden Büskens en Youri Mulder aangesteld als coaches ad interim na het ontslag van Mirko Slomka. Na dat seizoen werd hij assistent van de nieuwe coach, Fred Rutten. Na diens ontslag in maart 2009 nam het duo het weer over. Na de aanstelling van Felix Magath als nieuwe trainer werden Büskens en Mulder van de hand gedaan. Op 27 december 2009 werd hij aangesteld bij Greuther Fürth, waar hij in februari 2013 weer ontslagen werd. In juni van datzelfde jaar vond Büskens in Fortuna Düsseldorf een nieuwe werkgever. Op 30 november werd hij echter alweer ontslagen.

## Erelijst

### Trainer
Greuther Fürth
- 2. Bundesliga

2012